# سفانبرغيت
السفانبرغيت (Svanbergite) هو معدن عديم اللون، أصفر أو أحمر، صيغته الكيميائية سترونشيومألومنيوم3(فسفورأكسجين4)(كبريتO4)(Oهيدروجين)6. بلوراته ثلاثية الأوجه.
وقد وُصف ظهوره لأول مرة في فارملاند، السويد في عام 1854 م، وسمّي على اسم الكيميائي السويدي لارس فريدريك سفانبرغ (1805-1878).